# Archaecyclus
Archaecyclus es un género de foraminífero bentónico de la subfamilia Cymbaloporinae, de la familia Cymbaloporidae, de la superfamilia Planorbulinoidea, del suborden Rotaliina y del orden Rotaliida. Su especie tipo es Planorbulina cenomaniana. Su rango cronoestratigráfico abarca el Cenomaniense (Cretácico superior).

## Clasificación
Archaecyclus incluye a la siguiente especie:
- Archaecyclus cenomaniana †